# Бай (повіт)
41°47′31″ пн. ш. 81°52′02″ сх. д. / 41.79188° пн. ш. 81.86727° сх. д.
Бай (також Байчен, від кит. 拜城县, пін. Bàichéng Xiàn, трансліт. Bay) — один із повітів КНР у складі префектури Аксу, СУАР. Адміністративний центр — містечко Байчен.

## Географія
Бай у середньому розташовується на висоті близько 1235 метрів над рівнем моря. Повіт лежить в західному Тянь-Шані і його передгір'ях у долині річки Музат.

### Клімат
Повіт знаходиться у зоні, котра характеризується кліматом пустель помірного поясу. Найтепліший місяць — липень із середньою температурою 22,1 °C. Найхолодніший місяць — січень, із середньою температурою -11,3 °С..
| Клімат повіту Бай                                  | Клімат повіту Бай | Клімат повіту Бай | Клімат повіту Бай | Клімат повіту Бай | Клімат повіту Бай | Клімат повіту Бай | Клімат повіту Бай | Клімат повіту Бай | Клімат повіту Бай | Клімат повіту Бай | Клімат повіту Бай | Клімат повіту Бай | Клімат повіту Бай |
| Показник                                           | Січ.              | Лют.              | Бер.              | Квіт.             | Трав.             | Черв.             | Лип.              | Серп.             | Вер.              | Жовт.             | Лист.             | Груд.             | Рік               |
| Середній максимум, °C                              | −4,3              | 2,7               | 12,9              | 21,3              | 25,8              | 29,1              | 30,8              | 29,9              | 25,4              | 18,1              | 7,5               | −2,3              | 16,4              |
| Середня температура, °C                            | −11,3             | −4,5              | 5,4               | 13,4              | 17,8              | 20,7              | 22,1              | 21,1              | 16,5              | 8,6               | 0,1               | −8,2              | 8,5               |
| Середній мінімум, °C                               | −16,6             | −10,3             | −1,1              | 6                 | 10,4              | 13,1              | 14,9              | 14                | 9,7               | 1,9               | −4,7              | −12,2             | 2,1               |
| Норма опадів, мм                                   | 3.3               | 4.9               | 4.8               | 7.5               | 13.4              | 23.9              | 22.1              | 22.5              | 16.7              | 11.1              | 5                 | 2.5               | 137.7             |
| Вологість повітря, %                               | 76                | 71                | 56                | 45                | 48                | 56                | 60                | 62                | 66                | 68                | 76                | 80                | 64                |
| -------------------------------------------------- | ----------------- | ----------------- | ----------------- | ----------------- | ----------------- | ----------------- | ----------------- | ----------------- | ----------------- | ----------------- | ----------------- | ----------------- | ----------------- |
| Джерело: Дані метеостанції №51633 (КНР, 1991-2020) |                   |                   |                   |                   |                   |                   |                   |                   |                   |                   |                   |                   |                   |